# Rudolf Brandt
Rudolf Brandt (Frankfurt (Oder), 2 juni 1909 - Landsberg am Lech, 2 juni 1948) was een Duitse SS'er en persoonlijk assistent van SS-leider Heinrich Himmler.
Brandt had rechten gestudeerd en was daarin gepromoveerd. Tevens had hij zich bekwaamd als stenotypist. Nadat hij als secretaris bij Himmler in dienst kwam, is hij met tegenzin toegetreden tot de SS. Brandt was tussen de andere militaristische officieren van Himmler een uitzondering.
Vanaf 1938 was hij de persoonlijk assistent van Himmler en bekleedde hij in het door deze geleide Reichsministerium des Innern (het ministerie van Binnenlandse Zaken van nazi-Duitsland) de ambtelijke posten van adviseur en chef van het ministerieel bureau. Brandt hield zich in die functies onder meer bezig met de administratie en coördinatie van medische experimenten op gevangenen uit de Duitse concentratiekampen.

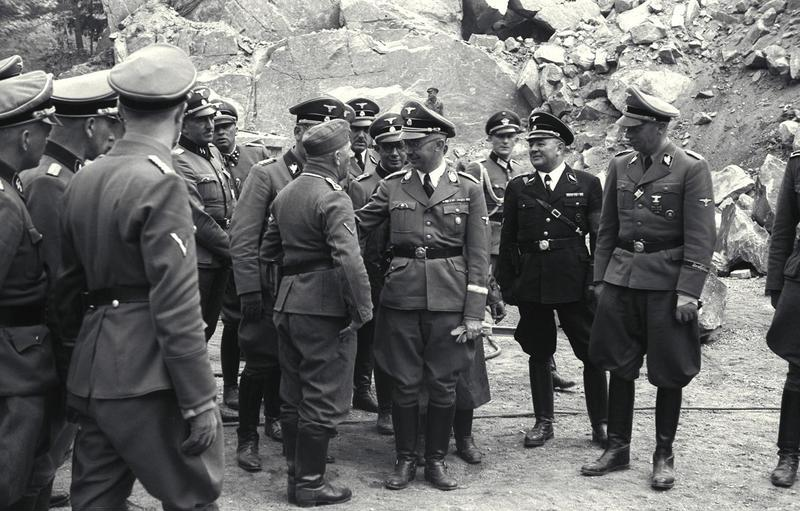
Rudolf Brandt direct achter Himmler tijdens een bezoek aan het concentratiekamp van Mauthausen.

Hij behoorde tot het kleine groepje begeleiders van Himmler toen deze na afloop van de oorlog probeerde te vluchten. Nadat zijn chef op 20 mei 1945 gevangen was genomen, werd dit groepje waarschijnlijk op 21 of 22 mei in de buurt van Bremervörde opgepakt.
Brandt werd berecht in het zogenoemde Artsenproces. Zijn proces begon op 9 december 1946 voor een Amerikaanse militaire rechtbank in Frankfurt am Main. Hij werd schuldig bevonden aan oorlogsmisdaden, misdaden tegen de menselijkheid en lidmaatschap van een criminele organisatie, en daarom op 20 augustus 1947 ter dood veroordeeld. Het vonnis - ophanging - werd in 1948 op zijn 39e verjaardag voltrokken in de gevangenis van Landsberg. Eveneens werd op deze datum het doodvonnis van de zes andere beklaagden uit het Artsenproces uitgevoerd; de bekendste onder hen was Karl Brandt, de lijfarts van Hitler. Hoewel ze dezelfde achternaam deelden, waren Karl en Rudolf Brandt geen familie.

## Registratienummers
- NSDAP-nr: 1.331.536 (januari 1932)
- SS-nr.: 129 771 (oktober 1933)